# Judenburg
Judenburg (in austro-bavarese Judnbuag) è un comune austriaco di 10 072 abitanti nel distretto di Murtal, in Stiria, del quale è capoluogo; ha lo status di città capoluogo di distretto (Bezirkshauptstadt). Fino al 31 dicembre 2011 è stato il capoluogo del distretto di Judenburg, poi accorpato a quello di Knittelfeld per costituire il nuovo distretto di Murtal; il 1º gennaio 2015 ha inglobato i comuni soppressi di Oberweg e Reifling.

## Monumenti e luoghi d'interesse
- Castel Weyer

## Geografia fisica
Judenburg si trova al centro del distretto di Murtal e i comuni confinanti sono, partendo da nord e proseguendo in senso orario: Fohnsdorf, Weißkirchen in Steiermark, Obdach, Sankt Peter ob Judenburg e Pöls-Oberkurzheim. I comuni catastali (Katastralgemeinden, grossomodo frazioni) situati nel comune sono Judenburg, Oberweg, Ossach, Reifling, Tiefenbach e Waltersdorf.

## Storia
La cittadina fu fondata nel 1074. Il suo nome letteralmente significa "Castello degli ebrei" riferendosi alle origini del luogo come avamposto commerciale degli ebrei che commerciavano oltre le Alpi. Durante la seconda guerra mondiale un sottocampo di Mauthausen venne costruito nei pressi del centro abitato.
Dal 1999 Judenburg è il membro austriaco del Douzelage.

## Cultura
Dal 1998 è sede del festival di sperimentazione sonora e ambienti interattivi Liquid Music, diretto da Heimo Ranzenbacher, in partnernariato con Ars Electronica di Linz.

## Amministrazione

### Gemellaggi
- Massa e Cozzile[senza fonte]